# 2 Batalion Czołgów Lekkich
2 Batalion Czołgów Lekkich – pododdział pancerny Wojska Polskiego w II Rzeczypospolitej.

## Formowanie
Batalion nie występował w organizacji pokojowej wojska. Był jednostką formowaną w czasie mobilizacji alarmowej, w grupie „czarnej” zgodnie z założeniami planu mobilizacyjnego „W”. Mobilizację oddziału przeprowadzona została w dniach 27–29 sierpnia 1939 przez 2 batalion pancerny w Żurawicy. Batalion wyposażony był w czołgi 7TP i przewidziany dla Armii „Prusy”. 29 sierpnia oddział wyjechał z Przemyśla przez Lwów, Równe, Siedlce Warszawę do rejonu koncentracji armii odwodowej.

## 2 bczl w kampanii wrześniowej
1 września około godz. 10.00 wyładował się na stacji kolejowej Bednary, gdzie podporządkował go sobie generał Juliusz Rómmel (przydział do Grupy Operacyjnej „Piotrków”), powtórnie załadowany na transport kolejowy przewieziony do Pabianic, po rozładowaniu przejechał do lasów w pobliżu miejscowości Łask. Natomiast kompania techniczno-gospodarcza skierowana do Pabianic usiłowała uzyskać olej napędowy do czołgów.
Przez trzy dni trwało kompetencyjne zamieszanie, w końcu dowództwo objął gen. Wiktor Thommée, a batalion przesunięto 4 września do lasów pod Korczewem koło Bełchatowa w pobliżu linii obrony zgrupowania 2 pułku piechoty Leg. Pod ostrzałem artylerii niemieckiej w godzinach popołudniowych 4 września batalion przegrupował się do lasu Wygoda-Wola Krzysztoporska, z zamiarem obrony linii rzeki Luciąż i Prudka. Linii tej bronił batalion improwizowany kpt. E. Marszałka z OZ 7 DP. Ok. godz.15.00 dwa plutony 1 kompanii wykonały kontratak z odwodem batalionu kpt. Marszałka na samochody pancerne ze składu niemieckiej 1 Dywizji Pancernej próbującej forsować Prudkę pod Jeżowem uszkadzając dwa z nich. Ok. godz.17.00 na przeprawiające się przez Prudkę pododdziały niemieckiej 1 DPanc. pod Wolą Krzysztoporską wykonała kontratak cała 1 kcz. W jego wyniku zniszczono 3 czołgi niemieckie 1 uszkodzono straty własne to 1 czołg 7TP zniszczony i 2 uszkodzone, 6 żołnierzy rannych. 2 kompania czołgów ok. godz.18 wraz z kompanią piechoty przeprowadziła kontratak z lasu Wygoda w kierunku Kisiele-Rozprza z zadaniem zlikwidowania przyczółka niemieckiego na lewym brzegu Luciąży. Cel osiągnięto, w wyniku walki 2 kczl utraciła 2 poległych i 3 rannych oraz uszkodzono 2 czołgi. Wieczorem obie kompanie skierowano do miejscowości Bogdanów, a uszkodzone czołgi skierowano do naprawy. Wyremontowano 3 czołgi. 5 września nieprzyjaciel wykonał przygotowanie do natarcia ostrzeliwując pozycje polskie, a następnie pododdziały niemieckiej 1 DPanc. podjęły natarcie w kierunku Piotrkowa. Na rozkaz dowódcy GO „Piotrków” batalion przygotowywał się do kontrataku. Na przedpolu pozycji 2 kompanii czołgów kpt. Hajdenki ok. godz.10.30 ukazała się kolumna pancerno-motorowa z armatami ppanc., została zniszczona, a następnie kompania (2 plutony) wspólnie z 11 batalionem strzelców i niepełną baterią 2 dywizjonu artylerii konnej wykonała natarcie na w kierunku Jeżowa zdobywając Wolę Krzysztoporską i czołgami na krótko Jeżów, wzięto ok. 70 jeńców zniszczono kilka samochodów. Dalsze natarcie 2 kczl zostało zatrzymane z uwagi na silną obronę niemiecką Lasu Wygoda i rejonu folwarku Jeżów. Strzelcy 11 bs zalegli ponosząc duże straty pomiędzy Wolą Krzysztoporską, a Jeżowem i Lasem Wygoda. 2 kczl w trakcie wycofywania się na pozycje wyjściowe toczyła walki z pojazdami pancernymi nieprzyjaciela i strzelcami zmotoryzowanymi z 1 i 4 Dywizji Pancernych. 2 batalion czołgów lekkich (bez 2 kczl) pod dowództwem mjr. Karpowa zajął rubież na skraju lasu Wola Rokszycka, gdzie prowadził walkę ogniową z podchodzącymi oddziałami niemieckiej 1 Dywizji Pancernej, batalion nie ruszył z podstaw wyjściowych do natarcia z uwagi na narastanie sił niemieckich na przedpolu i silny ostrzał artylerii oraz ataki lotnictwa. W godzinach popołudniowych po poniesionych stratach, wyczerpaniu amunicji i paliwa 2 bczl rozpoczął odwrót drogami za Piotrków w kierunku Tuszyna, początkowo w trzech grupach. Poszczególne kompanie toczyły walki w trakcie marszu z niemieckimi patrolami pancernymi i motocyklistami, ponosząc dalsze straty i zadając je nieprzyjacielowi. Na południe przed Tuszynem 2 kczl połączyła się z kompanią techniczno-gospodarczą i częścią 1 i 3 kompanii w sile 24 czołgów. Mjr Karpów dołączył z grupą 12 czołgów do Wołyńskiej BK. W walkach na przedpolach Piotrkowa 2 batalion czołgów lekkich zadał straty niemieckiej 1 Dywizji Pancernej w postaci: zniszczonych 10 samochodów pancernych, 6 czołgów, 2 armat, 6 samochodów, wziął do niewoli ok. 70 jeńców. Własne straty batalionu; 5 czołgów spalonych, 5 uszkodzonych i 2 samochody zniszczone z paliwem i amunicją, poległo 4 pancerniaków, 10 rannych i poparzonych oraz 9 zaginionych. 6 września dowództwo części 2 bczl objął kpt. Kruciński, odtwarzał zdolność bojową w lesie pod Andrespolem.
Batalion podjął marsz w kierunku Warszawy, ok. godz.15.00 podczas marszu w pobliżu mostu na rzece Mrodze w kierunku Brzezin, maszerującą kolumnę batalionu i cywilnych uchodźców zaatakowali niemieccy dywersanci. W trakcie walki poległo kilku żołnierzy batalionu, a 22 zostało rannych wśród nich kpt. Kruciński, dywersanci zabili i ranili też ok. 200 uchodźców osób cywilnych. Dywersantów odrzucono po spieszeniu kompanii techniczo-gospodarczej i użyciu czołgów. Pod dowództwem kpt. Hajdenki batalion podjął dalszy marsz, rannych pozostawiono w Warszawie, a oddział kpt. K. Hajdenki dotarł 8 września do Miłosnej, gdzie odtwarzano sprawność techniczną przyprowadzonych pojazdów tj. 17 czołgów, 47 samochodów ciężarowych, 2 osobowych i motocykla. Pozostała część batalionu 8 września dotarła do Milanówka pod dowództwem mjr. Karpowa, który udał się na poszukiwanie paliwa i zaginął (odnalazł się jako internowany, w obozie węgierskim). Pozostałe 8 czołgów zamaskowano w pobliskim lesie pod dowództwem kpt. Rejmana. Wysłany w stronę Warszawy patrol pancerny na resztkach paliwa utracił 1 czołg. 9 września w godzinach popołudniowych kompania kpt. Rejmana została zaskoczona uderzeniem niemieckich pionierów wspartych bronią ciężką z 4 DPanc. W walce uszkodzono uzbrojenie i pozostawiając czołgi załogi wycofały się pieszo do Warszawy i zostały wcielone do batalionu ochrony mostów. Do batalionu 9 września dołączył kpt. Słupski. 9 września główna część batalionu już pod dowództwem kpt. Słupskiego rozpoczęła marsz z Miłosnej w kierunku Lublina. W okolicach Garwolina stoczono walkę z atakującymi miasto samolotami szturmowymi, poległ dowódca plutonu opl por. J. Karpiński. Po walce kolumna rozdzieliła się na dwie części. Czołgi pod dowództwem kpt. Słupskiego skierowały się na Żelechów, a rzut kołowy w kierunku Lublina. 10 września pozostałość 2 bczl maszerowała przez Łuków i Białą Podlaską do Brześcia. Do celu dotarła w godzinach rannych 11 września. W warsztatach 4 batalionu pancernego naprawiono uszkodzone czołgi. Z posiadanych 14 czołgów i 7 samochodów ciężarowych utworzono samodzielną kompanię pod dowództwem kpt. Konstantego Hajdenki. Kompania oddana została do dyspozycji Naczelnego Wodza. 14 września osłaniała przegrupowanie Kwatery Głównej NW do Włodzimierza Wołyńskiego. 15 września w okolicach Włodawy została zaatakowana przez oddział wydzielony niemieckiej 3 DPanc. W walce straciła 2 czołgi i wycofała się do Włodawy i dalej pomaszerowała do Kowla. W czasie marszu walczyła z niemieckim 5 pcz i straciła kolejny czołg. 16 września kompania zameldowała się do dyspozycji dowódcy obrony Kowla, płk. dypl. Leona Koca. Po południu 17 września dowódca obrony Kowla skierował kompanię w kierunku granicy rumuńskiej. Ze względu na ich zły stan techniczny oraz braki paliwa czołgi spalono, a żołnierze wycofali się na samochodach do granicy węgierskiej, tocząc po drodze walki z dywersantami ukraińskimi. 19 września około 4:00 pozostałość 2 bczl na czele z kpt. Hajdenką przekroczyła granicę węgierską w okolicach Sighet.
Za całokształt działalności bojowej w kampanii wrześniowej do odznaczenia zostali przedstawieni:
- Krzyżem Wojennym Orderu Virtuti Militari V klasy: kpt. Konstanty Hajdenko, por. Kazimierz Osiecki, por. Bronisław Karwan i por. rez. dr Władysław Świątkiewicz
- Krzyżem Walecznych: sierż. pchor. Borowy, plut. Kondratowicz, plut. Sieńko, plut. pchor. Maciejewski, plut. Wołczak i kpr. Danilczuk.

## Pojazdy batalionu przekazane Węgrom
W dniach 19 do 23 września zdano w Beregszász:
- 13 samochodów ciężarowych Polski Fiat 621 L.
- 3 samochody sanitarne Polski Fiat

sprzęt kompanii kpt. Konstantego Hajdenki:
- 2 samochody terenowe wz. 34,
- 4 samochody ciężarowe Polski Fiat 621 L
- 2 samochody „Polski Fiat 508 przeciwlotnicze”
- 1 samochód osobowy Polski Fiat 508.

W dniach 19 - 21 września zdano w Csap:
- 3 samochody ciężarowe Ursus, nr rej. 5472,6454, 6452

22 września zdano w Munkaczu:
- 1 samochód warsztatowy Ursus.

23 września zdano w Jolsvie:
- 1 samochód osobowy Polski Fiat 508; nr rej. A45-636

## Struktura i obsada personalna batalionu
Obsada personalna we wrześniu 1939 roku:

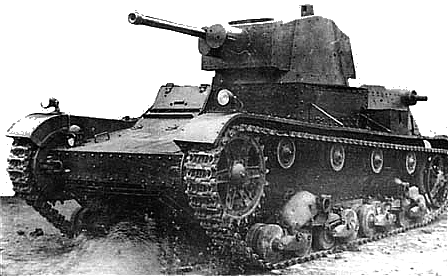
7TP – podstawowy typ czołgu w batalionie

- dowódca – mjr br. panc. Edmund Zygmunt Karpów[10]
- oficer taktyczny i zwiadu – kpt. Mieczysław Słupski
- adiutant – ppor. Ludwik Szeliga – Natanson
- dowódca plutonu łączności – por. Kazimierz Osiecki
- dowódca plutonu OPL – por. rez. Jan Karpiński
- dowódca 1 kompanii – kpt. Antoni Próchniewicz (1940 Katyń)
  - dowódca I plutonu – por. Ignacy Florek
  - dowódca II plutonu – ppor. Antoni Holik
  - dowódca III plutonu – ppor. rez. Wacław Zarugiewicz
- dowódca 2 kompanii – kpt. Konstanty Hajdenko
  - dowódca I plutonu – ppor. rez. Adam Kasztelewicz
  - dowódca II plutonu - ppor. Adam Borowy[11]
  - dowódca III plutonu – ppor. Bohdan Trompczyński[11]
- dowódca 3 kompanii – kpt. Józef Rejman
  - dowódca I plutonu – sierż. pchor. Wiktor Szczęsny–Pragłowski[11]
  - dowódca II plutonu – por. Andrzej Chołoniewski de Myszka
  - dowódca III plutonu – ppor. rez. Ryszard Rusiecki
- dowódca kompanii techniczno-gospodarczej – kpt. Aleksander Kruciński
  - dowódca plutonu technicznego – por. Bolesław Karwan
  - dowódca plutonu gospodarczego – por. rez. Tomasz Dakowski